# Badminton ai Giochi della XXX Olimpiade - Doppio maschile
Le gare del doppio maschile di badminton alle Olimpiadi 2012 si terranno dal 28 luglio al 5 agosto alla Wembley Arena.

## Formato
Le gare iniziano con un turno preliminare: gli atleti sono divisi in gruppi e ognuno sfida gli avversari del gruppo. I 16 vincitori accedono alla fase a eliminazione diretta.

## Teste di serie
1. Cai Yun / Fu Haifeng
2. Jung Jae-sung / Lee Yong-dae

1. Mathias Boe / Carsten Mogensen
2. Ko Sung-hyun / Yoo Yeon-seong (girone eliminatorio)

## Medagliere
| Evento          | Oro                     | Argento                                | Bronzo                                   |
| Doppio maschile | Cina Cai Yun Fu Haifeng | Danimarca Mathias Boe Carsten Mogensen | Corea del Sud Jung Jae-Sung Lee Yong-Dae |

## Risultati

### Fase ad eliminazione diretta
|  | Quarti di finale | Quarti di finale              | Quarti di finale             | Quarti di finale             | Quarti di finale |                    |                              | Semifinali | Semifinali                | Semifinali                | Semifinali                | Semifinali                |                           |                           | Finale Medaglia d'Oro     | Finale Medaglia d'Oro        | Finale Medaglia d'Oro | Finale Medaglia d'Oro | Finale Medaglia d'Oro |
|  |                  |                               |                              |                              |                  |                    |                              |            |                           |                           |                           |                           |                           |                           |                           |                              |                       |                       |                       |
|  | 1                | Cai Yun Fu Haifeng            | 21                           | 21                           |                  |                    |                              |            |                           |                           |                           |                           |                           |                           |                           |                              |                       |                       |                       |
|  |                  | Chai Biao Guo Zhendong        | 15                           | 19                           |                  |                    |                              |            |                           |                           |                           |                           |                           |                           |                           |                              |                       |                       |                       |
|  |                  | Chai Biao Guo Zhendong        | 15                           | 19                           | 1                | Cai Yun Fu Haifeng | 21                           | 21         |                           |                           |                           |                           |                           |                           |                           |                              |                       |                       |                       |
|  |                  |                               |                              |                              |                  | Cai Yun Fu Haifeng | 21                           | 21         |                           |                           |                           |                           |                           |                           |                           |                              |                       |                       |                       |
|  |                  |                               | Koo Kien Keat Tan Boon Heong | 9                            | 19               |                    |                              |            |                           |                           |                           |                           |                           |                           |                           |                              |                       |                       |                       |
|  |                  | Bodin Isara Maneepong Jongjit | Koo Kien Keat Tan Boon Heong | 9                            | 19               | 16                 | 18                           |            |                           |                           |                           |                           |                           |                           |                           |                              |                       |                       |                       |
|  |                  | Bodin Isara Maneepong Jongjit |                              |                              |                  | 16                 | 18                           |            |                           |                           |                           |                           |                           |                           |                           |                              |                       |                       |                       |
|  |                  | Koo Kien Keat Tan Boon Heong  | 21                           | 21                           |                  |                    |                              |            |                           |                           |                           |                           |                           |                           |                           |                              |                       |                       |                       |
|  |                  |                               |                              |                              |                  |                    |                              |            |                           |                           |                           |                           |                           |                           | 1                         | Cai Yun Fu Haifeng           | 21                    | 21                    |                       |
|  |                  |                               | 3                            | Mathias Boe Carsten Mogensen | 16               | 15                 |                              |            |                           |                           |                           |                           |                           |                           |                           |                              |                       |                       |                       |
|  |                  | Fang Chieh-min Lee Sheng-mu   | 16                           | 18                           |                  |                    |                              |            |                           |                           |                           |                           |                           |                           |                           |                              |                       |                       |                       |
|  | 3                | Mathias Boe Carsten Mogensen  | 21                           | 21                           |                  |                    |                              |            |                           |                           |                           |                           |                           |                           |                           |                              |                       |                       |                       |
|  | 3                | Mathias Boe Carsten Mogensen  | 21                           | 21                           |                  | 3                  | Mathias Boe Carsten Mogensen | 17         | 21                        | 22                        |                           |                           |                           |                           |                           |                              |                       |                       |                       |
|  |                  |                               |                              |                              |                  | 3                  | Mathias Boe Carsten Mogensen | 17         | 21                        | 22                        |                           |                           |                           |                           |                           |                              |                       |                       |                       |
|  |                  | 2                             | Jung Jae-sung Lee Yong-dae   | 21                           | 18               | 20                 |                              |            | Finale Medaglia di Bronzo | Finale Medaglia di Bronzo | Finale Medaglia di Bronzo | Finale Medaglia di Bronzo | Finale Medaglia di Bronzo | Finale Medaglia di Bronzo | Finale Medaglia di Bronzo |                              |                       |                       |                       |
|  |                  | 2                             | Jung Jae-sung Lee Yong-dae   | 21                           | 18               | 20                 | Muhammad Ahsan Bona Septano  | 12         | Finale Medaglia di Bronzo | Finale Medaglia di Bronzo | Finale Medaglia di Bronzo | Finale Medaglia di Bronzo | Finale Medaglia di Bronzo | Finale Medaglia di Bronzo | Finale Medaglia di Bronzo | 16                           |                       |                       |                       |
|  |                  |                               |                              |                              |                  |                    | Muhammad Ahsan Bona Septano  | 12         |                           |                           |                           |                           |                           |                           |                           | 16                           |                       |                       |                       |
|  | 2                | Jung Jae-sung Lee Yong-dae    | 21                           | 21                           |                  |                    |                              |            |                           |                           |                           |                           |                           |                           |                           | Koo Kien Keat Tan Boon Heong | 21                    | 10                    |                       |
|  |                  |                               |                              |                              |                  |                    |                              |            |                           |                           |                           |                           |                           |                           | 2                         | Jung Jae-sung Lee Yong-dae   | 23                    | 21                    |                       |

### Fase a gruppi

#### Gruppo A
| Squadra                               | Pt | G | V | P | SV | SP |
| ------------------------------------- | -- | - | - | - | -- | -- |
| Cai Yun / Fu Haifeng                  | 3  | 3 | 3 | 0 | 6  | 0  |
| Fang Chieh-min / Lee Sheng-mu         | 2  | 3 | 2 | 1 | 4  | 2  |
| Ingo Kindervater / Johannes Schöttler | 1  | 3 | 1 | 2 | 2  | 4  |
| Ross Smith / Glenn Warfe              | 0  | 3 | 0 | 3 | 0  | 6  |

| Squadra 1          | Punteggio        | Squadra 2               |
| 28 luglio, 19:05   | 28 luglio, 19:05 | 28 luglio, 19:05        |
| ------------------ | ---------------- | ----------------------- |
| Cai Y / Fu H       | 2 - 0            | Smith / Warfe           |
| 28 luglio, 19:09   |                  |                         |
| Fang C-m / Lee S-m | 2 - 0            | Kindervater / Schöttler |
| 29 luglio, 9:44    |                  |                         |
| Fang C-m / Lee S-m | 2 - 0            | Smith / Warfe           |
| 29 luglio, 20:19   |                  |                         |
| Cai Y / Fu H       | 2 - 0            | Kindervater / Schöttler |
| 30 luglio, 12:30   |                  |                         |
| Smith / Warfe      | 0 - 2            | Kindervater / Schöttler |
| 31 luglio, 19:42   |                  |                         |
| Cai Y / Fu H       | 2 - 0            | Fang C-m / Lee S-m      |

#### Gruppo B
| Squadra                         | Pt | G | V | P | SV | SP |
| ------------------------------- | -- | - | - | - | -- | -- |
| Bodin Isara / Maneepong Jongjit | 3  | 3 | 3 | 0 | 6  | 0  |
| Muhammad Ahsan / Bona Septano   | 2  | 3 | 2 | 1 | 4  | 2  |
| Ko Sung-hyun / Yoo Yeon-seong   | 1  | 3 | 1 | 2 | 2  | 4  |
| Adam Cwalina / Michał Łogosz    | -  | - | - | - | -  | -  |

| Squadra 1        | Punteggio        | Team 2           |
| 28 luglio, 14:19 | 28 luglio, 14:19 | 28 luglio, 14:19 |
| ---------------- | ---------------- | ---------------- |
| Ko S-h / Yoo Y-s | rit.             | Cwalina / Łogosz |
| 28 luglio, 19:07 |                  |                  |
| Isara / Jongjit  | 2 - 0            | Ahsan / Septano  |
| 29 luglio, 20:52 |                  |                  |
| Cwalina / Łogosz | rit.             | Ahsan / Septano  |
| 30 luglio, 19:07 |                  |                  |
| Isara / Jongjit  | rit.             | Cwalina / Łogosz |
| 30 luglio, 20:52 |                  |                  |
| Ko S-h / Yoo Y-s | 0 - 2            | Ahsan / Septano  |
| 31 luglio, 19:42 |                  |                  |
| Ko S-h / Yoo Y-s | 0 - 2            | Isara / Jongjit  |

#### Gruppo C
| Squadra                             | Pt | G | V | P | SV | SP |
| ----------------------------------- | -- | - | - | - | -- | -- |
| Mathias Boe / Carsten Mogensen      | 3  | 3 | 3 | 0 | 6  | 1  |
| Chai Biao / Guo Zhendong            | 2  | 3 | 2 | 1 | 4  | 2  |
| Vladimir Ivanov / Ivan Sozonov      | 1  | 3 | 1 | 2 | 3  | 4  |
| Dorian Lance James / Willem Viljoen | 0  | 3 | 0 | 3 | 0  | 6  |

| Squadra 1        | Punteggio        | Team 2           |
| 28 luglio, 20:17 | 28 luglio, 20:17 | 28 luglio, 20:17 |
| ---------------- | ---------------- | ---------------- |
| James / Viljoen  | 0 - 2            | Ivanov / Sozonov |
| 29 luglio, 20:17 |                  |                  |
| Boe / Mogensen   | 2 - 0            | James / Viljoen  |
| 29 luglio, 20:19 |                  |                  |
| Chai B / Guo Z   | 2 - 0            | Ivanov / Sozonov |
| 30 luglio, 15:20 |                  |                  |
| Boe / Mogensen   | 2 - 0            | Chai B / Guo Z   |
| 31 luglio, 20:15 |                  |                  |
| Boe / Mogensen   | 2 - 1            | Ivanov / Sozonov |
| 31 luglio, 20:52 |                  |                  |
| Chai B / Guo Z   | 2 - 0            | James / Viljoen  |

#### Gruppo D
| Squadra                        | Pt | G | V | P | SV | SP |
| ------------------------------ | -- | - | - | - | -- | -- |
| Jung Jae-sung / Lee Yong-dae   | 3  | 3 | 3 | 0 | 6  | 0  |
| Koo Kien Keat / Tan Boon Heong | 2  | 3 | 2 | 1 | 4  | 2  |
| Naoki Kawamae / Shōji Satō     | 1  | 3 | 1 | 2 | 2  | 4  |
| Howard Bach / Tony Gunawan     | 0  | 3 | 0 | 3 | 0  | 6  |

| Squadra 1          | Punteggio        | Team 2           |
| 28 luglio, 13:07   | 28 luglio, 13:07 | 28 luglio, 13:07 |
| ------------------ | ---------------- | ---------------- |
| Kawamae / Sato     | 0 - 2            | Koo / Tan        |
| 28 luglio, 20:50   |                  |                  |
| Jung J-s / Lee Y-d | 2 - 0            | Bach / Gunawan   |
| 29 luglio, 14:17   |                  |                  |
| Bach / Gunawan     | 0 - 2            | Koo / Tan        |
| 29 luglio, 19:40   |                  |                  |
| Jung J-s / Lee Y-d | 2 - 0            | Kawamae / Sato   |
| 30 luglio, 20:50   |                  |                  |
| Bach / Gunawan     | 0 - 2            | Kawamae / Sato   |
| 31 luglio, 15:20   |                  |                  |
| Jung J-s / Lee Y-d | 2 - 0            | Koo / Tan        |